# Киевско войводство
Киевското (Кийовското) войводство (на полски: Województwo kijowskie; на латински: Palatinatus Kioviensis) е административно-териториална единица в състава на Великото литовско княжество (1471 – 1569) и Жечпосполита (1569 – 1793). Административен център е град Киев, а от 1667 година град Житомеж.
Войводството е създадено чрез преобразуване на Киевското княжество през 1471 година от Кажимеж IV Ягелончик. Разделено е на девет повята – Мозирски, Любечки, Чарнобилски, Овручки, Житомежки, Кийовски, Остерски, Каньовски и Черкаски. След сключването на Люблинската уния през 1569 година и появата на Жечпосполита е присъединено към новосъздадената Малополска провинция на Полското кралство. Повятите са редуцирани до три – Кийовски, Овручки и Житомежки. В Сейма е представено от трима сенатори (епископа, войводата и кастелана) и шестима депутати.
В резултат на договореното в Андрусовското примирие от 1667 година Киев е отстъпен на Руското царство за две години. През 1686 година Жечпосполита и Русия сключват т.нар. „Вечен мир“, според който източната част от войводството, намираща се на левия бряг на Днепър, както и Киев с околността му са присъединени към Руското царство. Войводството престава да съществува в резултат на Второ разделяне на Жечпосполита през 1793 година, като територията му е присъединена към Руската империя.